# 瑞山鄭氏
瑞山鄭氏（ソサンジョンし、ずいさんていし、朝鮮語: 서산정씨）は、朝鮮の氏族の一つ。姓は鄭。本貫は忠清南道瑞山市である。2015年の調査では、18,614人。
始祖は、中国宋の浙江省浦江県人で判将作監事だった鄭応沖である。浙江省浦江県の義門鄭氏と同源である。
鄭応沖は、中国宋の尚書員外郎だったが、宋の衰退後、高麗の瑞山に定住した。

## 集姓村
- 光州広域市西区西倉洞
- 慶尚北道金泉市大徳面秋良里
- 慶尚南道咸陽郡池谷面徳岩里
- 慶尚南道陜川郡陜川邑仁谷里
- 慶尚南道陜川郡伽倻面伊川里
- 全羅南道長城郡長城邑
- 忠清北道永同郡黄金面竹田里
- 忠清北道清原郡文義面米川里[2]